# Fresno County

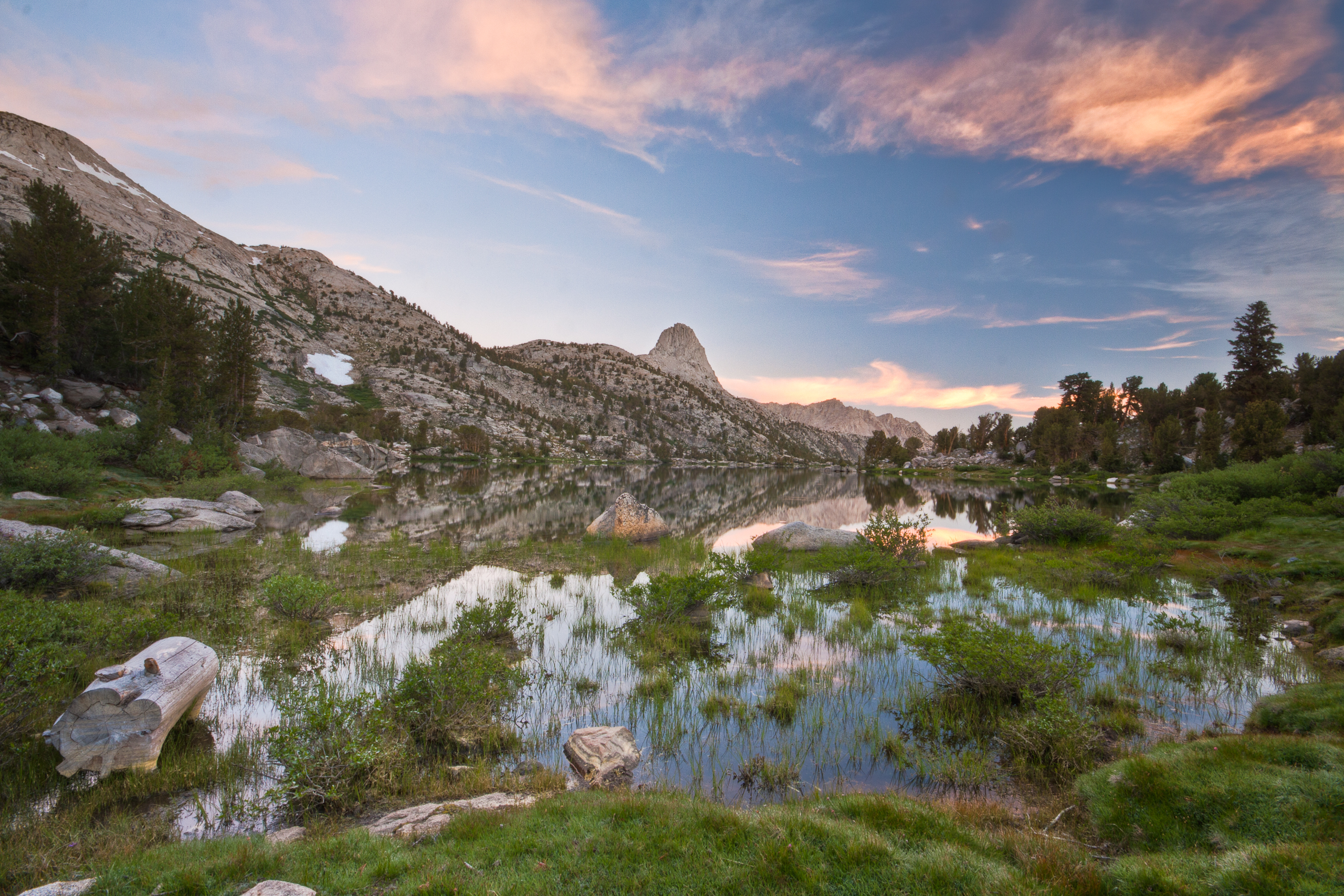
Kings Canyon National Park

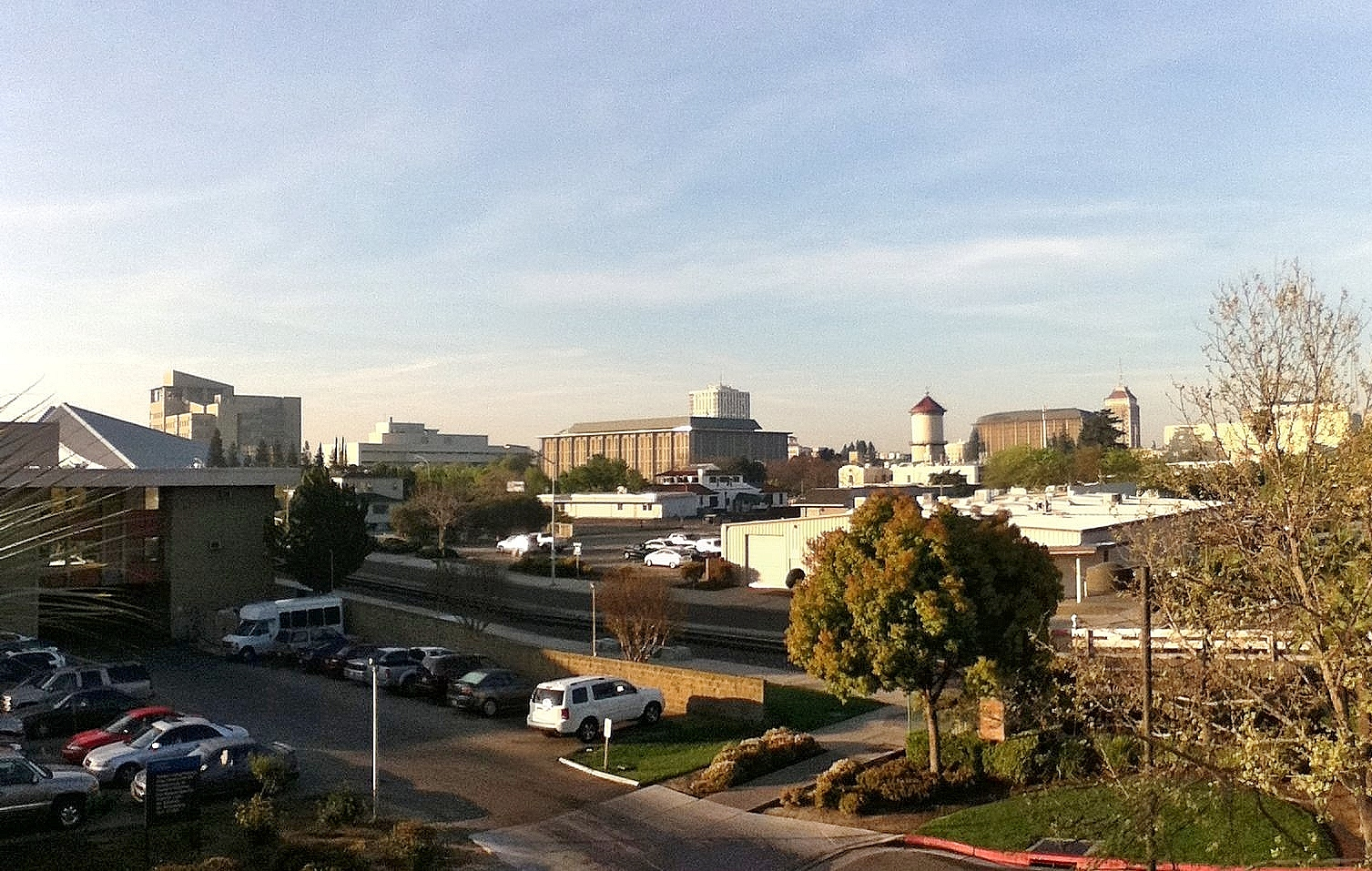
Downtown Fresno

Fresno County is een van de 58 county's in de Amerikaanse deelstaat Californië. De county ligt in de Central Valley en is voornamelijk agrarisch. Fresno County is de grootste landbouwproducent van alle county's in de VS. Het Sierra Nevada-gebergte loopt door het oosten van de county, waar onder andere het Kings Canyon National Park ligt. De hoofdplaats en grootste stad is Fresno, Californiës vijfde stad met meer dan 509.000 inwoners. In totaal wonen er 930.450 mensen in Fresno County, dat een oppervlakte van 15.585 km² heeft.

## Geschiedenis
Fresno County werd in 1856 gevormd uit delen van Mariposa, Merced en Tulare County. In 1861 werd een deel van de county aan Mono County gegeven en één in 1893 aan Madera County. Fresno County is genoemd naar de Fresno Creek. Fresno is een Spaans woord (afgeleid van het Latijnse Fraxinus) dat in het Nederlands 'es' betekent, een boom die veel voorkomt in Fresno County. De county is genoemd naar de vele essen die langs de rivier de San Joaquin stonden.
Fresno County heeft te maken gehad met allerlei soorten onheil. Overstromingen verwoestten een aanzienlijk deel van het Millerton gebied, in 1882 verwoestte een van de grootste branden van die tijd een deel van de stad Fresno, gevolgd door een verwoestende storm in 1883. In diezelfde tijd hadden de inwoners te maken met de invoering van de extensieve landbouw, irrigatie en elektriciteit.

## Geografie
De county heeft een totale oppervlakte van 15.585 km² (6017 mijl²) waarvan 15.443 km² (5963 mijl²) land is en 142 km² (55 mijl²) of 0,91% water is. Het ligt in het midden van de San Joaquin Valley, de zuidelijke helft van de Central Valley, en wordt omgeven door de bergen van de Sierra Nevada in het oosten en die van de zuidelijke California Coast Ranges in het westen. Veel grond in het deel van de vallei wordt gebruikt voor de landbouw.
Grote rivieren in het gebied zijn de San Joaquin en de Kings. De eerste stroomt vanuit de Sierra Nevada westwaarts en vervolgens noordwaarts om uiteindelijk samen te vloeien met de Sacramento. Daarnaast vormt de rivier voor een groot deel de noordgrens met Madera County. De Kings, die ook vanuit de Sierra Nevada westwaarts stroomt, vormt op een punt een puinwaaier in de vallei en mondt zowel uit in Tulare Lake in het zuiden als in de San Joaquin via Fresno Slough in het noorden. Andere waterlopen zijn een aantal irrigatiekanalen, waaronder het Friant-Kernkanaal. Deze kanalen halen hun water van stuwmeren die in oosten van de county liggen, zoals Millerton Lake, Pine Flat Lake en Shaver Lake.

### Aangrenzende county's
- Tulare County - zuiden
- Kings County - zuiden
- Monterey County - zuidwest
- San Benito County - westen
- Merced County - noordwest
- Madera County - noorden
- Mono County - noordoost
- Inyo County - oosten

### Steden en dorpen
| - Auberry - Big Creek - Biola - Bowles - Cantua Creek - Caruthers - Clovis - Coalinga - Del Rey - Easton - Firebaugh - Fowler - Fresno - Friant - Huron - Kerman | - Kingsburg - Lanare - Laton - Mendota - Orange Cove - Parlier - Raisin City - Reedley - Riverdale - San Joaquin - Sanger - Selma - Shaver Lake - Squaw Valley - Tollhouse - Tranquillity |

### Klimaat
De lager gelegen delen van Fresno County hebben een mediterraan klimaat met hete en droge zomers en matige winters met lichte neerslag.

## Demografie
De tienjaarlijkse volkstelling van het United States Census Bureau wees uit dat Fresno County 930.450 inwoners telde in 2010. De etnische samenstelling was als volgt: 55,4% blank, 9,6% Aziatisch, 5,3% Afro-Amerikaans, 1,7% indiaans en 0,2% afkomstig van de eilanden in de Stille Oceaan. Daarnaast gaf 23,3% aan tot een ander ras te behoren en 4,5% tot een of meer rassen te behoren. Van de totale bevolking identificeerde 50,3% zich als Hispanic of Latino. Welgeteld 46% van de inwoners van Fresno County zijn van Mexicaanse origine. De Hmong zijn de grootste groep Aziatische Amerikanen in de county.

## Verkeer en vervoer

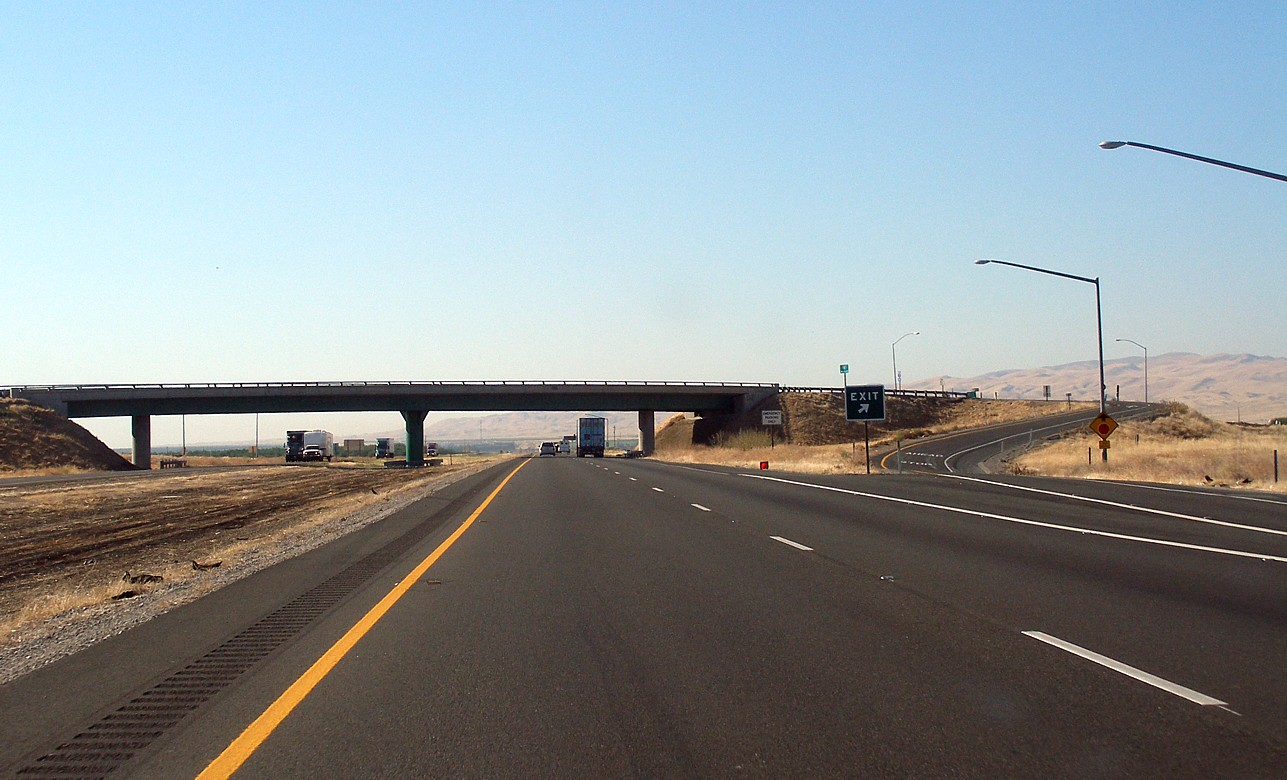
De Interstate 5 in de buurt van Mendota

### Wegen
Door Fresno County lopen in de richting noordwest-zuidoost twee grote wegen, namelijk de Interstate 5 in het westen van de county en de State Route 99, die door het midden van de county en de stad Fresno gaat. De I-5 is de enige Interstate in de county en zorgt voor een verbinding met het San Francisco Bay Area in het noorden en met het Greater Los Angeles Area in het zuiden, maar ligt niet aan een grotere plaats in Fresno County. De SR 99 begint ten zuiden van Bakersfield uit een kruising met de I-5 en gaat vervolgens noordwaarts via Fresno naar Sacramento. Aan deze weg liggen de plaatsen Fresno, Calwa, Fowler, Selma en Kingsburg. Beide wegen zijn een belangrijke noord-zuidverbinding voor zowel de Central Valley als de gehele staat Californië.
Snelwegen die voornamelijk in verticale richting lopen zijn van west naar oost de volgende state highways: de 33, 145, 269, 41, 168, 43, 63 en 245. De State Route 33 loopt in het westen langs de bergen door een dunbevolkt gebied en verbindt de plaatsen Coalinga, Mendota en Firebaugh met elkaar. De weg begint in het zuiden bij Taft in Kern County en eindigt bij Dos Palos net over de grens met Merced County. De 33 komt in Coalinga samen met de 198, die in horizontale richting loopt. De wegen splitsen ten noorden van Coalinga weer, waarna de 198 oostelijk naar Lemoore in Kings County gaat en de 33 noordwaarts tot de kruising met I-5. Vanaf deze kruising gaat de doorlopende weg verder als de SR 145 naar Madera County en de 33 gaat zo'n 20 km ten noorden uit een kruising met de I-5 verder richting Mendota. De SR 269 begint in Avenal (Kings County) uit een kruising met de 33 en gaat vervolgens noordwaarts naar Fresno County, waabij deze de I-5 kruist net over de countygrens. Vanaf de kruising gaat de 269 door Huron en langs de 198 om uiteindelijk bij Five Points samen te komen met de 145.

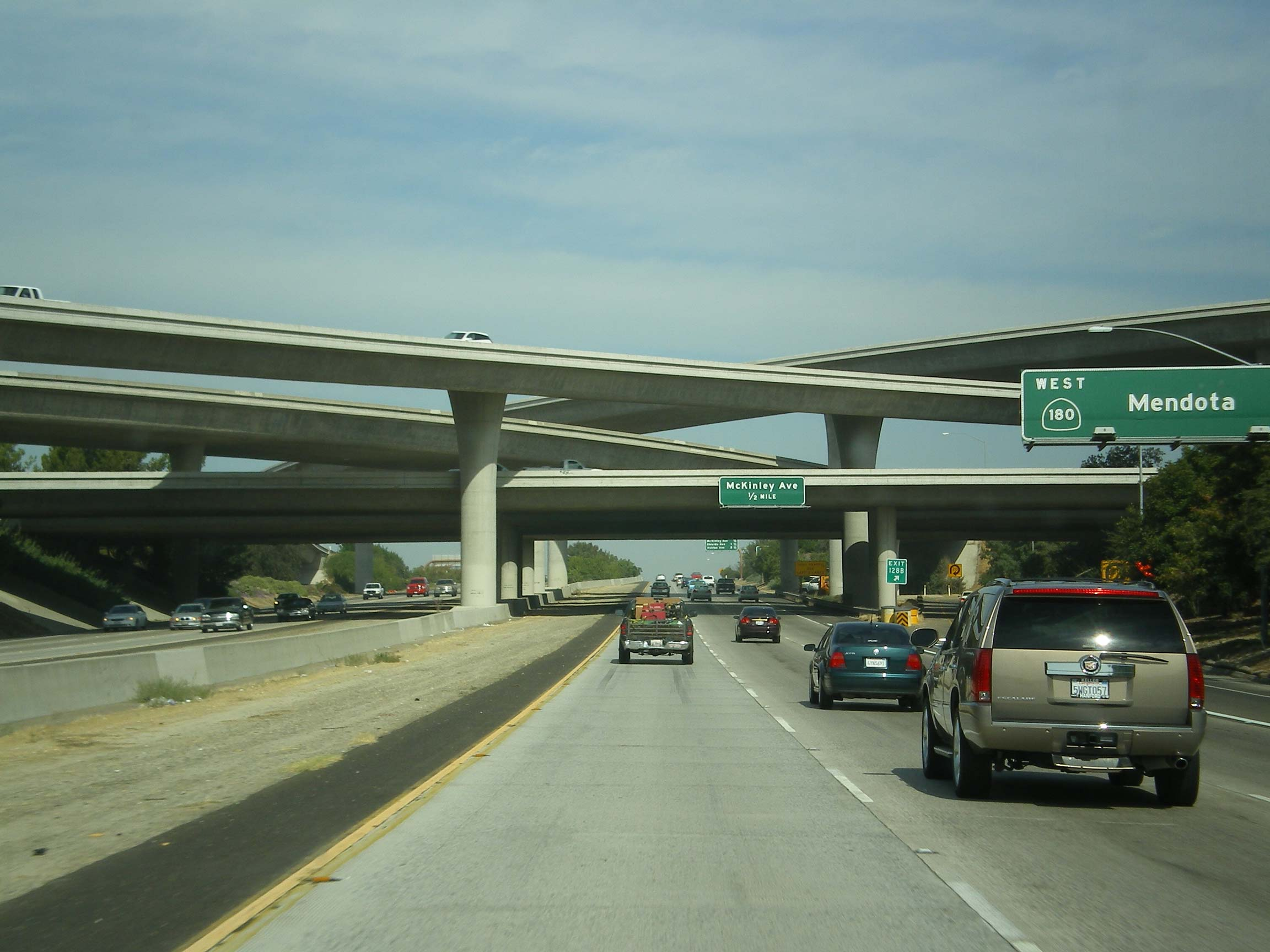
De kruising van de SR 41 en de SR 180 in Fresno

De SR 41 doorkruist het smalle gedeelde van Fresno County in en leidt naar Yosemite National Park in het noorden en de Pacifische kust ter hoogte van Morro Bay in het zuiden. De 41 kruist met de 99 en de 180 in Fresno. De SR 168 gaat vanaf een kruising met de 180 van Fresno en Clovis de Sierra Nevada in naar Huntington Lake, het einde van het westelijk deel van de weg. De SR 43 ligt voor een klein deel in de county en gaat vanuit zuidelijke richting tot aan Selma, waar deze kruist met de 99. De SR 63 komt vanuit Tulare en Visalia bij Orange Cove de county binnen en eindigt bij de kruising met de 180 net ten westen van Squaw Valley. De State Route 245 ligt in het uiterste oosten van de county en verbindt de 198 in Tulare County met de 180 langs o.a. Kings Canyon National Park.
In horizontale lopen de volgende state highways: de 198, 201 en 180. De State Route 198 komt vanuit de Pacific Coast Range in het westen ter hoogte van Coalinga de county binnen. De weg gaat vervolgens verder oostwaarts naar Kings County na gekruist te hebben met de I-5 en de 269. De weg vormt een verbinding tussen de Central Coast en enkele steden in de Central Valley. De SR 201 ligt slechts voor een klein deel in de county en gaat van Kingsburg naar de 245 net ten noorden van Woodlake (Tulare County). De State Route 180 doorkruist Fresno County vanaf Mendota in het westen tot en met Kings Canyon National Park in het oosten. De weg vormt een verbinding tussen Mendota, Kerman, Fresno, Squaw Valley, Dunlap en Kings Canyon National Park.
De state highways in Fresno County worden net als in de rest van de staat onderhouden door Caltrans en de county valt onder district 6, dat uit de zuidelijke county's van de Central Valley bestaat.

### Luchtverkeer

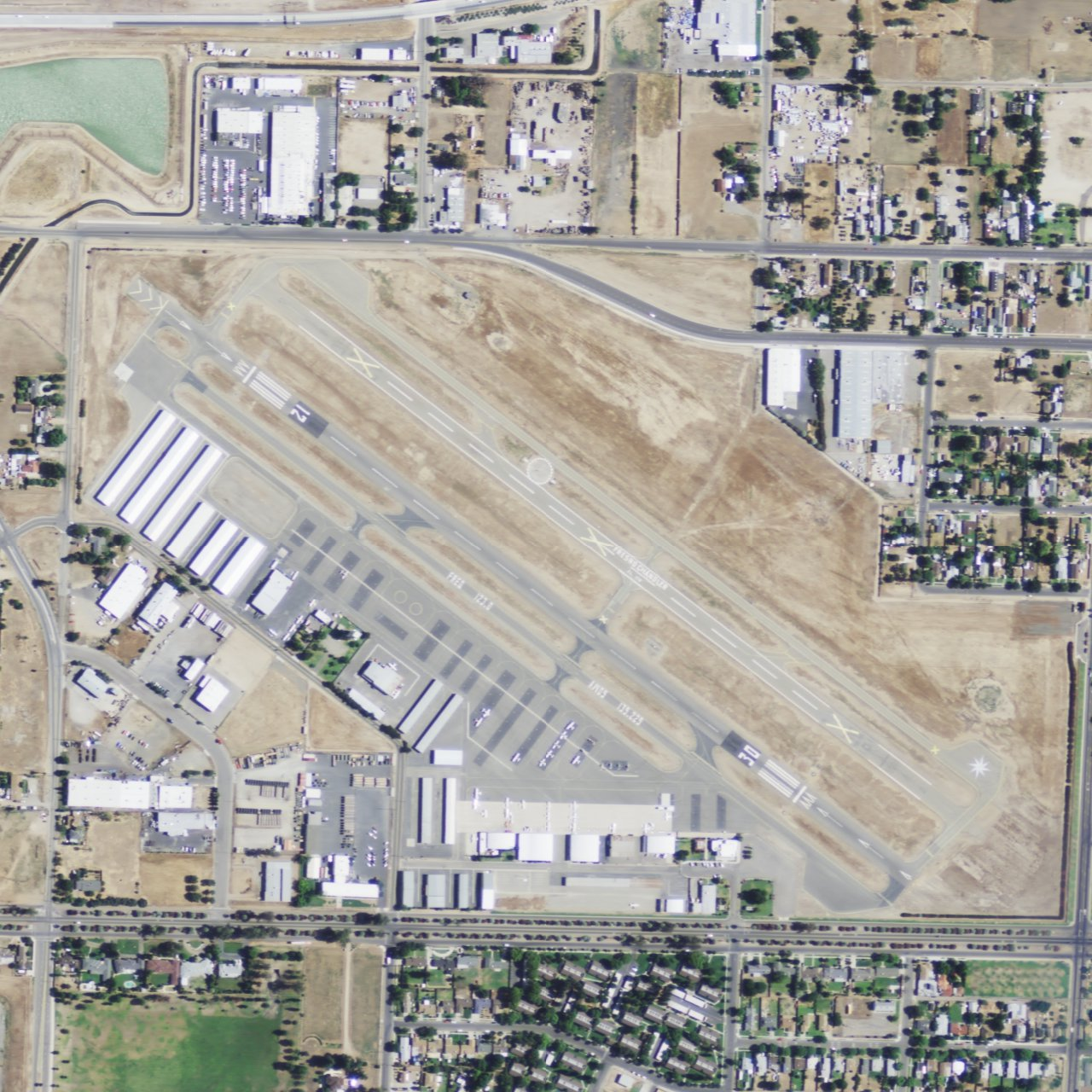
Fresno Chandler Executive Airport

In Fresno County bevinden zich een aantal vliegvelden, waarvan de Internationale luchthaven van Fresno Yosemite met 1,2 miljoen passagiers in 2013 de grootste is. Deze luchthaven is een belangrijke hub in de San Joaquin Valley en is in de county de enige luchthaven die zowel lijndiensten als general aviaton-vluchten heeft. De andere vliegvelden in Fresno County werken nagenoeg alleen met general aviaton-vluchten. Naast Fresno Yosemite beschikt de stad ook over twee andere vliegvelden, namelijk Fresno Chandler Executive Airport en Sierra Sky Park Airport. Andere actieve vliegvelden in de county, die niet voor privégebruik zijn, zijn Mendota Airport bij Mendota, Firebaugh Airport bij Firebaugh, New Coalinga Municipal Airport en Harris Ranch Airport bij Coalinga en Reedley Municipal Airport bij Reedley.